# Ctenophthalmus tecpin
Ctenophthalmus tecpin är en loppart som beskrevs av Morrone, Acosta et Gutierrez 2000. Ctenophthalmus tecpin ingår i släktet Ctenophthalmus och familjen mullvadsloppor. Inga underarter finns listade i Catalogue of Life.